# 伊科波季河
伊科波季河（烏克蘭語：Ікопоть），是烏克蘭的河流，位於該國西部，屬於斯盧奇河的支流，流經赫梅利尼茨基州，河道全長45公里，流域面積603平方公里，河畔城鎮有安东尼尼和舊康斯坦丁尼夫。